# تپه ملیم دول ۲
تپه ملیم دول ۲ مربوط به دوره ساسانیان است و در شهرستان پل‌دختر، بخش معمولان، دهستان معمولان، ۵۰۰ متری جنوب روستای طاق پل واقع شده و این اثر در تاریخ ۲۲ آبان ۱۳۸۶ با شمارهٔ ثبت ۲۰۱۳۳ به‌عنوان یکی از آثار ملی ایران به ثبت رسیده است.